# Sebaea luteo-alba
Sebaea luteo-alba là một loài thực vật có hoa trong họ Long đởm. Loài này được (A. Chev.) P. Taylor miêu tả khoa học đầu tiên năm 1963.